# Kostel svatého Matouše (Křištín)
Kostel svatého Matouše v Křištíně je poprvé zmiňován v roce 1352. Nachází se v blízkosti úpatí horského hřbetu. Roku 1378 byl pánem vsi jistý Vilém z Čachrova. V období 15. a 16. století připadl Křištín do majetku Střeziměřským z Lub. Kostel se nachází uprostřed vesnice Křištín a je ohraničen kamennou zdí, která je prolomena vstupem na jižní straně.

## Stavební fáze

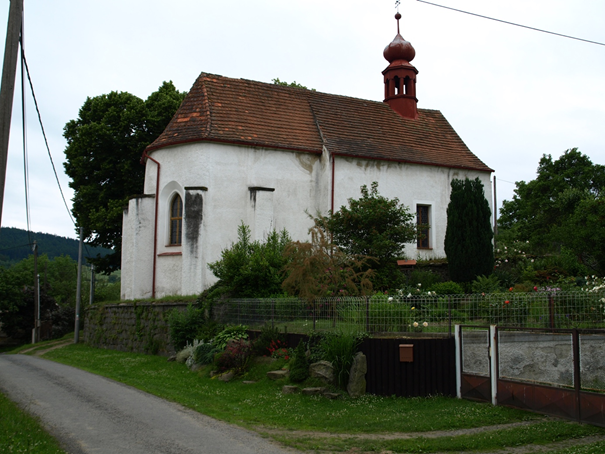
Pohled na kostel

Stavba kostela sv. Matouše se datuje od poslední čtvrtiny 13. století, kdy pravděpodobně vznikla kostelní loď. Presbytář podle zaklenutí pochází z poloviny 14. století. V 16. století vznikly nástěnné malby, které zdobí presbytář a triumfální oblouk církevní stavby. Kostel prošel barokními úpravami ve 2. polovině 18. století, při kterých byl přestavěn krov, lodní strop a okna. Z 2. poloviny 19. století pochází stavba kruchty. Předsíň na jižní straně kostela byla vystavěna kolem roku 1900.
Je možné, že kamenná zeď, která obklopuje kostel vznikla v 18. století, ale tato datace není jednoznačná. Východní část této zdi prošla úpravami ve 20. století.

## Stavební podoba
Jedná se o gotický jednolodní kostel s polygonálně uzavřeným presbytářem. Presbytář o jednom poli je zaklenut křížovou žebrovou klenbou a s kostelní lodí je propojen triumfálním obloukem. Z venkovní strany presbytáře jsou ukotveny snížené opěráky, mezi kterými jsou umístěna čtyři lomená okna. Po levé straně presbytáře je umístěn sanktuář. Výklenek je ve tvaru lomeného oblouku. Plochostropá obdélná loď s dřevěnou kruchtou je nepatrně širší než presbytář. Na její jižní stěně je umístěna menší předsíň, kde se zachoval vstup skrze raně gotický portál. Na něm jsou stále patrné válcovité patky sloupů se svislými rýhami a hladké hlavice. Interiér kostelní lodi osvětlují tři pravoúhlá okna.